# Petitia (Plantae)
Petitia, nekadašnji rod drveća i grmova iz porodice medićevki, dio potporodice Viticoideae. premay Kew-u postoji jedna priznata vrsta s Floride i Antila.. Po drugim autorima sinonim je za Vitex. 

## Vrste
1. Petitia domingensis Jacq.

- Petitia urbanii Ekman, sinonim za Vitex urbanii
- Petitia oleina, sinonim je za vrstu Citharexylum oleinum (Benth. ex Lindl.) Moldenke

## Sinonimi
- Scleroon Benth. ex Lindl.